# Fly with Me
Fly With Me песма је јерменске певачице Арцвик са којом jе представљала Јерменију на Песми Евровизије 2017. у Кијеву.